# 纳耶巴扎尔
纳耶巴扎尔（Nayabazar），是印度锡金邦West县的一个城镇。总人口996（2001年）。

## 人口
该地2001年总人口996人，其中男性537人，女性459人；0—6岁人口155人，其中男70人，女85人；识字率64.96%，其中男性为73.74%，女性为54.68%。